# 神経嚢虫症
神経嚢虫症（しんけいのうちゅうしょう、英: Neurocysticercosis、[ˈnjʊəroʊˌsɪstiˌsɜːrˈkoʊsɪs]）は、有鉤条虫による嚢虫症のうち、中枢神経系への寄生による病態であり、寄生により形成された嚢胞が中枢神経系に定着しててんかん発作などの神経学的症状を起こす。世界的にもてんかん発作の主な原因の一つとなっており、「隠れたエピデミック」あるいは「人間の神経系においておそらく最も一般的な寄生虫病」とも呼ばれる。一般的な症状として、発作、頭痛、失明、髄膜炎、認知症などが生じる。

## 生理学的病態
神経嚢虫症は、最も一般的には大脳皮質、続いて小脳に生じる。嚢胞はごくまれに合体して樹状を為し、ブドウ状神経嚢虫症と呼ばれる病態となることがある。脳下垂体に生じることはほとんどないが、脳下垂体に生じると各種の下垂体ホルモン欠乏症を引き起こし得る。

## 診断
神経嚢虫症は、コンピューター断層撮影（CTスキャン）により診断される。ELISAまたはイムノブロッティングにより、脳脊髄液あるいは血清中の嚢虫に対する抗体を検出することで確定診断となる。

## 処置
神経嚢虫症の治療としては、てんかんに対する対症療法とプラジカンテル（PZQ）および/またはアルベンダゾールの長期投薬が挙げられる。嚢虫の死滅により生じる炎症反応を最小限に抑えるために、ステロイド療法が必要となる場合もある。この他、例えば脳実質や脳室内に大きな嚢胞を認める場合や水頭症を生じている場合には、嚢胞の外科的除去を要することがある。
アルベンダゾールは、単一の脳実質内嚢胞を有する患者においててんかん発作の再発を減少させることが示されている。てんかん発作に対する抗てんかん薬の効果については、てんかん発作以外の症状のある患者の発作予防に対する有効性と、その場合の抗てんかん薬による治療期間を評価するために、さらにランダム化比較試験が必要とされている。

## 疫学
有鉤条虫による嚢虫症は、疫学的に衛生状態の劣悪さとの関連が見られ、サハラ以南のアフリカやラテンアメリカおよびアジアで大いに蔓延している。米国では嚢虫症は神経嚢虫症の形で現れることが一般的だが、「顧みられない病気」として、特に貧困層やホームレス、あるいは充分な手洗いをする習慣がなかったり、手づかみで食べる習慣を持つ人に広く影響を与えている。
全世界に約5000万人の患者がいると考えられている。